# جووانی تریا
جووانی تریا (انگلیسی: Giovanni Tria؛ زادهٔ ۲۸ سپتامبر ۱۹۴۸) سیاست‌مدار اهل ایتالیا است.